# Eduardo Luca de Tena
Eduardo Luca de Tena y Luca de Tena (Sevilla, 18 de abril de 1892 - Sevilla, 16 de febrero de 1973), fue un empresario y político español que desempeñó el cargo de Alcalde de Sevilla durante la dictadura de Francisco Franco, en el periodo comprendido entre el 4 de junio de 1939 y el 4 de diciembre de 1940,  siendo sustituido por Miguel de Ybarra y Lasso de la Vega. Durante la II República española formó parte de la dirección provincial del partido Renovación Española de tendencia monárquica, tras la sublevación militar de 1936, tuvo una participación activa en la guerra civil española, adhiriéndose al bando nacional y colaborando con el general Gonzalo Queipo de Llano.

## Alcalde de Sevilla
Durante su periodo como alcalde de Sevilla, la ciudad se encontraba en una situación muy difícil, con graves problemas de toda índole, deficiencias sanitarias, grave escasez de alimentos, abastecimiento de agua insuficiente y déficit de viviendas que propiciaron la aparición de suburbios con infraviviendas y chabolismo. La situación se agravó en enero de 1940 por el desbordamiento del Guadalquivir que provocó una inundación que dejó sin hogar a más de 3000 personas, inundaciones que se repitieron en 1941 y pusieron al descubierto las deficiencias de las obras que se habían realizado como prevención durante el reinado de Alfonso XIII.  Se encargó de la depuración del personal al servicio de la administración municipal con la finalidad de cesar a todos los trabajadores sospechosso de haber pertenecido a organizaciones sindicales  o partidos simpatizantes con la II República y realizó diferentes gestiones para lograr un prestamó que aliviara la asfixiante situación económica del ayuntamiento, sin embargo la deuda acumulada y el presupuesto en regresión, no permitieron la realización de ninguna obra de importancia. Pudo lograr sin embargo que el lienzo de Bartolomé Esteban Murillo, Santa Isabel de Hungría curando a los tiñosos, fuera devuelto a la ciudad, pues se encontraba en Madrid desde que fuera entregado por Francia a España tras ser robado  durante la Guerra de la Independencia española por el mariscal Soult.

## Empresario
Como empresario fundó Construcciones Agrícolas S.A y los estudios de cine Sevilla Films ubicados en Madrid, en los que se rodaron entre otras películas: Don Quijote de la Mancha, Rey de Reyes, El Cid, Alejandro Magno, Salomón y la reina de Saba y El capitán Jones. Formó parte también del consejo de administración de Hilaturas y Tejidos Andaluces S.A.
| Predecesor: Enrique Balbontín de Orta | Alcalde de Sevilla 1939–1940 | Sucesor: Miguel de Ybarra y Lasso de la Vega |